# Reiter gegen Sitting Bull
Reiter gegen Sitting Bull (Originaltitel: Cavalry Scout) ist ein US-amerikanischer Western aus dem Jahr 1951 von Lesley Selander mit Rod Cameron und Audrey Long in den Hauptrollen. Der Film wurde von Monogram Pictures produziert.

## Handlung
Im Dakota-Territorium leiden die Siedler 1876 unter ständigen Angriffen der Indianer. Zum Schutz der Siedler wurden mehrere Forts errichtet, die mit Veteranen der Union und der Konföderierten besetzt sind. Die Stämme der Cheyenne und Sioux unter den Häuptlingen Crazy Horse und Sitting Bull werden zu einer noch größeren Gefahr für die Siedler, als die Indianer mit Gatling-Kanonen angreifen.
In dieser Situation erreicht der ehemalige US-Captain Kirby Frye als Kavallerie-Späher seinen neuen Posten in Red Bluff. Frye ist zivil angekommen und nimmt ein Zimmer in der Pension von Claire Conville, die mit Lieutenant Spaulding liiert ist. Frye hat den Verdacht, dass die Kanonen von Red Bluff aus zu den Indianern geschmuggelt wurden. Diese Annahme verärgert Spaulding und den Offizier Colonel Drumm. Um sich Klarheit über die Lieferungsbedingungen von Waffen und Munition zu verschaffen, lässt sich Freye bei der Frachtgesellschaft von Martin Gavin einstellen. Gavin steckt hinter dem Waffenschmuggel, kann aber Frye hindern, eine Schmuggellieferung abzufangen.
Barth, einer von Gavins Männern, unternimmt einen erfolglosen Mordanschlag auf Frye. Frye und Spaulding tun sich zusammen, um den Täter zu fassen. Sie können Barth stellen, der jedoch sofort das Feuer auf sie eröffnet. Barth wird in dem Gefecht getötet. Später untersuchen Soldaten an einer Kontrollstelle einen von Gavins Wagen. Dabei entdecken sie in Stoffballen versteckte Kanonen, die vom Wagen gefallen sind. Claire, die sich in Frye verliebt hat, wird von Gavin als Geisel genommen, da er glaubt, dass sie für Frye und Spaulding spioniert. Während eines Indianerangriffs kann Frye Claire befreien und mit ihrer Hilfe sowohl Gavin festnehmen als auch die Indianer abwehren. Bei dem Kampf kommt Spaulding ums Leben. Dennoch sind Frye und Claire glücklich, den Waffenschmuggel unterbunden zu haben.

## Produktion

### Hintergrund
Gedreht wurde der Film vom 20. September bis zum 2. Oktober 1950 in den San Jacinto Mountains sowie auf der Movie Ranch von Ray Corrigan im Simi Valley.

### Besetzung
In einer kleinen nicht im Abspann erwähnten Nebenrolle trat Bud Osborne auf.

## Synchronisation
Die deutsche Synchronfassung entstand im Auftrag der IFU-Internationale Film-Union in Remagen.
| Rolle           | Schauspieler   | Deutscher Synchronsprecher |
| --------------- | -------------- | -------------------------- |
| Kirby Frye      | Rod Cameron    | Wolfgang Eichberger        |
| Claire Conville | Audrey Long    | Gertrud Meyen              |
| Lt. Spaulding   | Jim Davis      | Heinz Schimmelpfennig      |
| Martin Gavin    | James Millican | Wolfgang Preiss            |
| Barth           | James Arness   | Til Kiwe                   |
| Varney          | John Doucette  | Alwin Joachim Meyer        |
| Gen. Sherman    | Eddy Waller    | Klaus W. Krause            |

## Veröffentlichung
Die Premiere des Films fand am 13. Mai 1951 statt. In der Bundesrepublik Deutschland kam er am 11. März 1955 in die Kinos.

## Kritiken
Das Lexikon des internationalen Films schrieb: „Bescheidener B-Western.“
Die Filmzeitschrift Cinema befand: „Unspektakulärer Routine-Western.“
Der Kritiker der The New York Times beschrieb den Film als Quasi-Historienabenteuer, das blass bleibe. Die Darsteller vermögen es nicht, den Film über das übliche Western-Niveau zu heben.